# Misterele din Haven Falls
Misterele din Haven Falls (1993, denumire originală The Tommyknockers) este un film de televiziune regizat de John Power. A avut premiera la 9 mai 1993 pe canalul american American Broadcasting Company. În rolurile principale: Jimmy Smits ca Jim Gardener și Marg Helgenberger ca Bobbi Anderson. Scenariul filmului se bazează pe romanul The Tommyknockers de Stephen King. Filmul diferă de roman deoarece extratereștrii revin la viață după ce au supt viața locuitorilor din Haven, în timp ce în roman locuitorii din Haven se transformă încet încet în extratereștri.

## Actori/Roluri
- Jimmy Smits: Jim 'Gard' Gardner
- Marg Helgenberger: Roberta 'Bobbi' Anderson
- ...: Trooper Butch Dugan
- ...: Deputy Becka Paulson
- ...: Bryant Brown
- ...: Sheriff Ruth Merrill
- ...: Marie Brown
- ...: Joe Paulson
- Traci Lords: Nancy Voss
- ...: Ev Hillman